# 미즈와리
미즈와리(일본어: 水割り)는 일본에서 주류를 마시는 인기 있는 방법이다. 일반적으로 냉수 약 두 부분에 증류주 한 부분과 얼음을 섞는다. 이 관행은 일본의 쇼추(소주)를 마시는 전통에서 유래했지만 위스키를 마시는 데에도 매우 인기 있는 방법이다.
밀접하게 관련된 방법은 찬물을 뜨거운 물로 대체하는 것인데, 이는 오유와리(일본어: あ湯割り)로 알려져 있다.